# ثوم سينائي
الثوم السينائي (باللاتينية: Allium sinaiticum) نوع نباتي عشبي يتبع جنس الثوم من الفصيلة الثومية.

## الموئل والانتشار
ينتشر في جنوب بلاد الشام وسيناء.